# Rosa mesatlantica
Rosa mesatlantica — вид рослин з родини трояндових (Rosaceae).

## Поширення
Ендемік Марокко.